# Ebba Calwagen-Hertel
Ebba Elisabet Calwagen-Hertel, född 5 augusti 1898 i Hedvig Eleonora församling, död 2 mars 1969 i Uppsala domkyrkoförsamling , var en svensk målare.
Hon var dotter till disponenten E. D. Peterson och hans hustru samt gift första gången med fil. dr. E. G. Calwagen och andra gången med förvaltaren J.F. Hertel, frånskild 25 juli 1951 .
Calwagen-Hertel var som konstnär autodidakt och företog i utbildningssyfte resor till Frankrike, Nederländerna, Belgien och Tyskland. Separat ställde hon ut i sin egen ateljé i Uppsala och hon medverkade i samlingsutställningar i bland annat Sundsvall och Sandviken. Hennes konst består av stilleben och landskap utförda i olja.